# Maddela
Maddela ist eine Stadtgemeinde in der philippinischen Provinz Quirino. Im Jahre 2015 zählte sie 38.499 Einwohner. Die Gemeinde liegt in der Sierra Madre und Teile des Naturschutzgebietes Casecnan Protected Landscape umfassen das Gemeindegebiet. 
Maddela ist in die folgenden 32 Baranggays aufgeteilt:
| - Abbag - Balligui - Buenavista - Cabaruan - Cabuaan - Cofcaville - Diduyon - Dipintin - Divisoria Norte - Divisoria Sur - Dumabato Norte | - Dumabato Sur - Jose Ancheta - Lusod - Manglad - Pedlisan - Poblacion Norte - Poblacion Sur - San Bernabe - San Dionisio - Santa Maria - San Martin | - San Pedro - San Salvador - Santo Niño - Santo Tomas - Villa Agullana - Villa Gracia - Villa Jose V Ylanan - Villa Hermosa Sur - Villa Hermosa Norte - Ysmael |